# Neowilliamsia
Neowilliamsia é um género botânico pertencente à família das orquídeas (Orchidaceae).